# Sphaeroma dumerilii
Sphaeroma dumerilii is een pissebed uit de familie Sphaeromatidae. De wetenschappelijke naam van de soort is voor het eerst geldig gepubliceerd in 1818 door Leach.